# Neocrosbyia
Neocrosbyia es un género de foraminífero bentónico de la subfamilia Baggininae, de la familia Bagginidae, de la superfamilia Discorboidea, del suborden Rotaliina y del orden Rotaliida. Su especie tipo es Neocrosbyia dissensa. Su rango cronoestratigráfico abarca el Holoceno.

## Clasificación
Neocrosbyia incluye a las siguientes especies:
- Neocrosbyia dissensa
- Neocrosbyia minuta